# ألباوت
ألباوت هي قرية في مقاطعة هريس، إيران. عدد سكان هذه القرية هو 69 في سنة 2006.